# بن هاربر
بن هاربر (بالإنجليزية: Ben Harper)‏ مواليد 28 أكتوبر 1969 في كاليفورنيا، الولايات المتحدة، هو مغني وموسيقي وعازف أمريكي بدأ مسيرته الفنية عام 1992. فاز هاربر بجائزة غرامي ثلات مرات منها جائزة أفضل ألبوم بلوز في 2014.

## النشأة
ولد هاربر في بومونا بولاية كاليفورنيا. انفصل والداه عندما كان في الخامسة من عمره، ونشأ وترعرع مع عائلة والدته. هاربر لديه أخوين هما جويل وبيتر.

## وصلات خارجية
- الموقع الرسمي
- بن هاربر على موقع IMDb (الإنجليزية)
- بن هاربر على موقع ميوزك برينز (الإنجليزية)
- بن هاربر على موقع رولينغ ستون (الإنجليزية)
- بن هاربر على موقع أول موفي (الإنجليزية)
- بن هاربر على موقع قاعدة بيانات الأفلام السويدية (السويدية)
- بن هاربر على موقع إن إن دي بي (الإنجليزية)
- بن هاربر على موقع أول ميوزيك (الإنجليزية)
- بن هاربر على موقع أول ميوزيك (الإنجليزية)
- بن هاربر على موقع ديسكوغز (الإنجليزية)
- بن هاربر على موقع قاعدة بيانات الفيلم (الإنجليزية)